# Just One of Those Things
«Just One of Those Things» — песня американского композитора Коула Портера. Портер написал её для своего мюзикла Jubilee, премьера которого остоялась на Бродвее в 1935 году.
Среди известных исполнителей, записывавших эту песню: Ричард Химбер (в 1935 году), Бинг Кросби (в 1945 году), Пегги Ли (в 1952 году), Нэт Кинг Коул (на альбоме Just One of Those Things, выпущенном в 1957 году), Ширли Бэсси (на EP In Other Words..., выпущенной в 1963 году), Морис Шевалье (в попурри Pot-Pourri Cole Porter на своём прощальном альбоме À 80 Berges, выпущенном в 1968 году), Элла Фицджеральд, Анита О'Дэй, Луи Армстронг, Билли Холидей, Сара Вон, Дорис Дэй, Лена Хорн, Максин Салливан, Фрэнк Синатра, Мел Торме, Луи Прима, Дайана Кролл, Джон Барроумен, Брайан Ферри, Лайонел Хэмптон, Клод Боллинг, Чарли Паркер, Гил Эванс, Дэйв Брубек, Фредди Хаббард, Оскар Питерсон, Ли Морган, Сидни Беше, Нелли Маккей, Эрин Макковен, Джоан Моррис, Джуди Гарланд, Патрисия Барбер, Джонни Дорелли, Джейми Каллум, Дайонн Уорвик, группа The Pogues с Кирсти Макколл и группа Cherry Poppin’ Daddies.